# Wierzchuca Nagórna
Wierzchuca Nagórna – wieś w Polsce położona w województwie podlaskim, w powiecie siemiatyckim, w gminie Drohiczyn.
W czasach II Rzeczypospolitej wieś należała (do 1934) do gminy Narojki.
W latach 1975–1998 miejscowość administracyjnie należała do województwa białostockiego.
Wierni kościoła rzymskokatolickiego należą do parafii Świętych Apostołów Piotra i Pawła w Śledzianowie.

## Historia

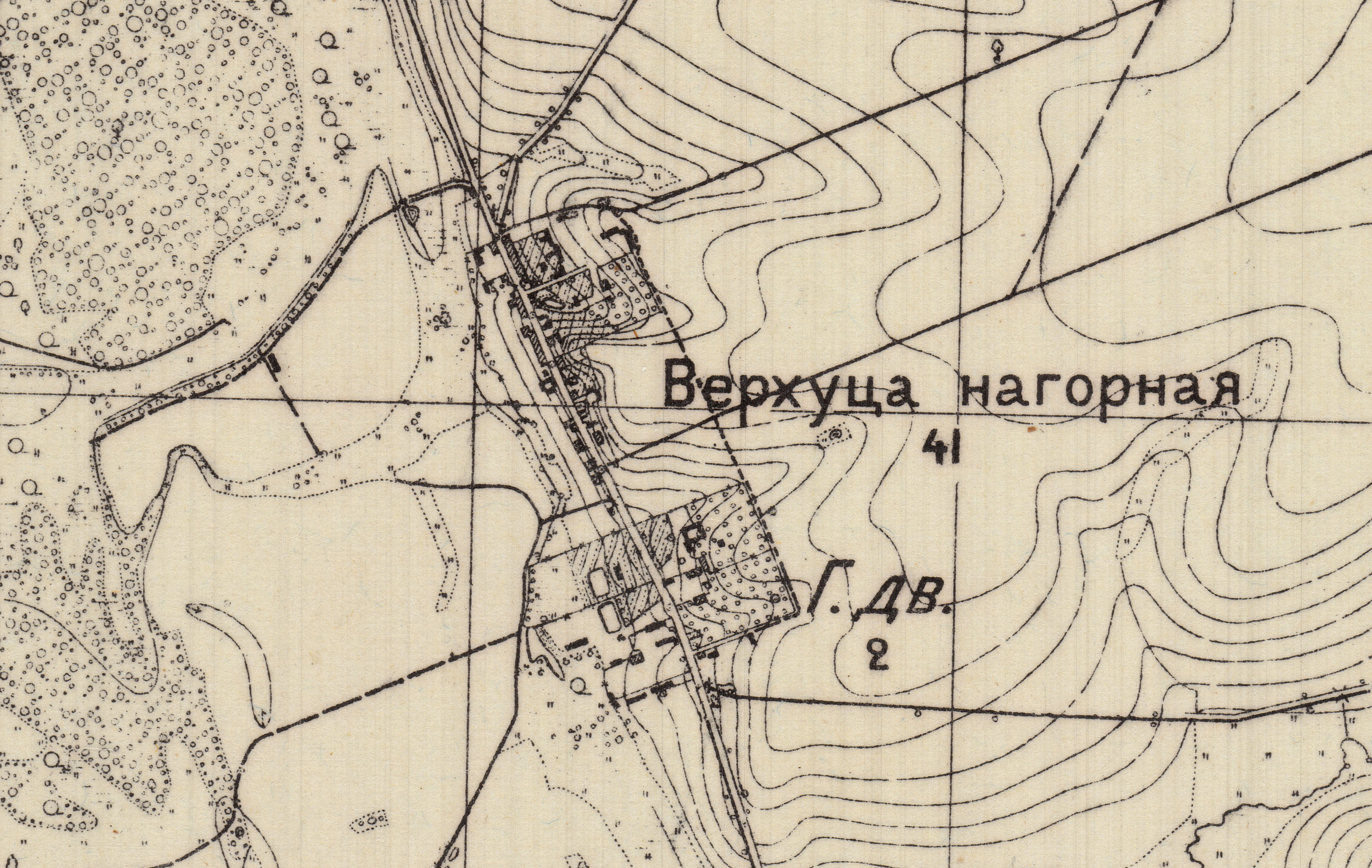
Wierzchuca Nagórna na rosyjskiej mapie półwiorstowej z 1883r.

Najstarsze ślady osadnictwa na terenie wsi pochodzą z epoki mezolitu. W okresie wpływów rzymskich znajdowała się tu osada kultury przeworskiej. W XV w. napływ ludności mazowieckiej.
Od XV do XVII w. wieś w posiadaniu rodziny Hińczów. W 1673 roku posesjonatami wsi byli: Stefan Kuszel, Jakub Zaleski, Jakub Karski, Jan Karski oraz Samuel Karski. Na początku XVIII w. przeszła pod władanie Ossolińskich, następnie Szpilewskich. Od końca XIX w. do wybuchu II Wojny Światowej w posiadaniu Stępkowskich oraz Pietrzykowskich.
Od 1466 lub 1469 roku Wierzchuca Nagórna była siedzibą parafii pw. narodzenia NPM oraz śś. Andrzeja, Mikołaja i Magdaleny. Pod koniec XVI w., po przejściu właścicieli wsi na protestantyzm oraz zabójstwie miejscowego księdza, parafia została zlikwidowana przez biskupa łuckiego, a wieś przyłączona do parafii w Śledzianowie. W latach 1886–1917, w wyniku likwidacji parafii śledzianowskiej ukazem carskim, Wierzchuca Nagórna znalazła się w obrębie parafii drohiczyńskiej. Od 1917 roku ponownie w parafii Śledzianów.
W wyniku kampanii wrześniowej Wierzchuca Nagórna znalazła się pod okupacją sowiecką. Plany radzieckie zakładały budowę na terenie wsi punktu oporu w ramach Linii Mołotowa (Brzeski RU, węzeł obronny Minczewo - Wierzchuca Nagórna). W momencie ataku Niemiec na ZSRR w skład punktu oporu wchodziło 5 schronów (3 półkaponiery i 2 schrony jednoizbowe), z których dwa znajdowały się w stanie surowym. Pod trzy kolejne schrony przygotowano wykopy. Ze względu na brak ukończenia prac budowlanych, umocnienia nie zostały obsadzone i nie brały udziału w walkach.

## Demografia

### Przed 1988 rokiem
W 1893 roku wieś zamieszkiwało 140 osób w 28 domach.
Według Powszechnego Spisu Ludności z 1921 roku wieś zamieszkiwały 334 osoby, wśród których 315 było wyznania rzymskokatolickiego, 2 prawosławnego a 17 mojżeszowego. Jednocześnie 321 mieszkańców zadeklarowało polską przynależność narodową, 1 białoruską a 12 żydowską. Było tu 50 budynków mieszkalnych.

### Po 1988 roku[15]
| Rok  | Liczba mieszkańców |
| ---- | ------------------ |
| 1988 | 276                |
| 2002 | 255                |
| 2011 | 236                |

Schrony radzieckie z lat 1940-1941 w Wierzchucy Nagórnej
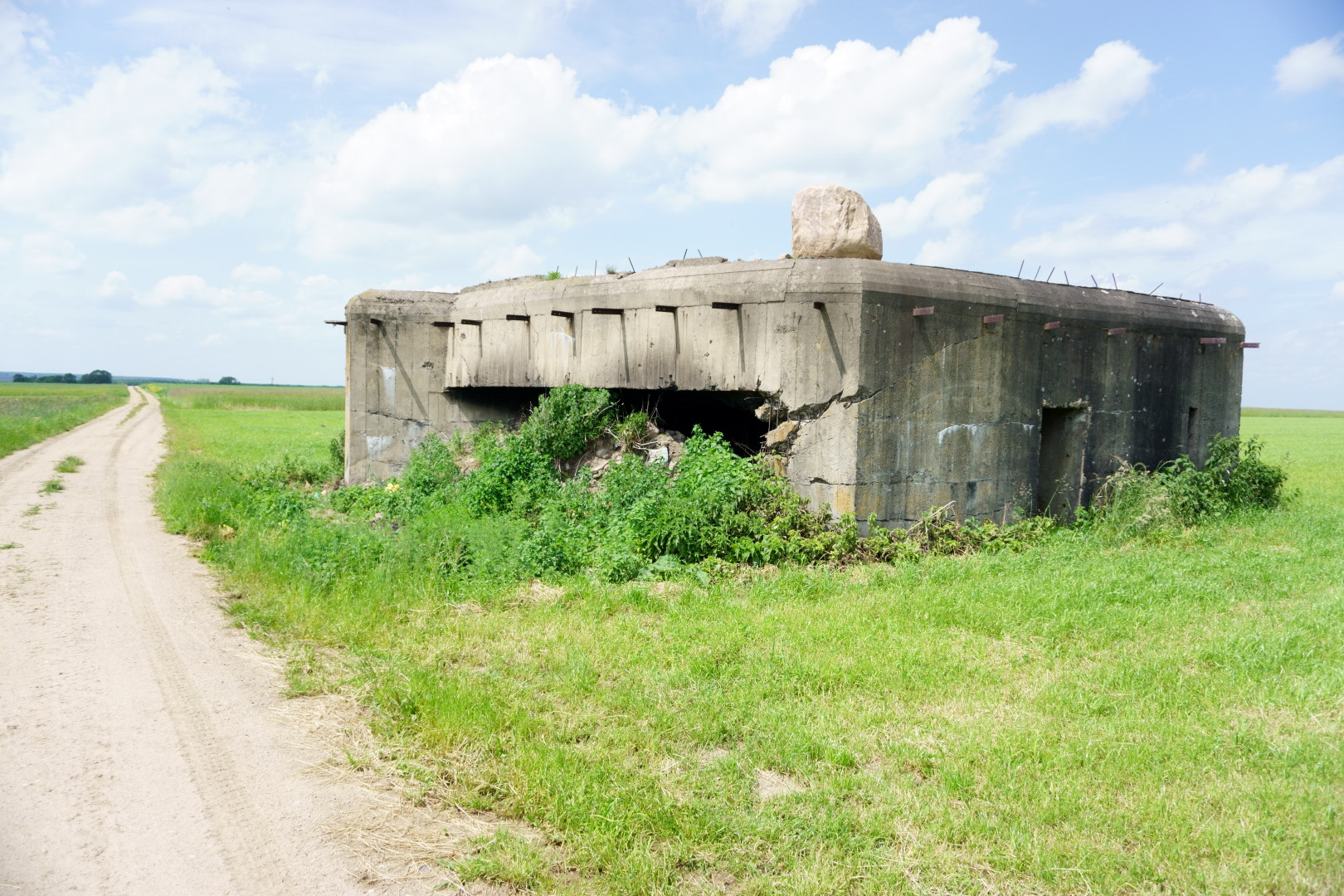
Dwupoziomowa półkaponiera dla armaty ppanc. oraz dwóch CKM.
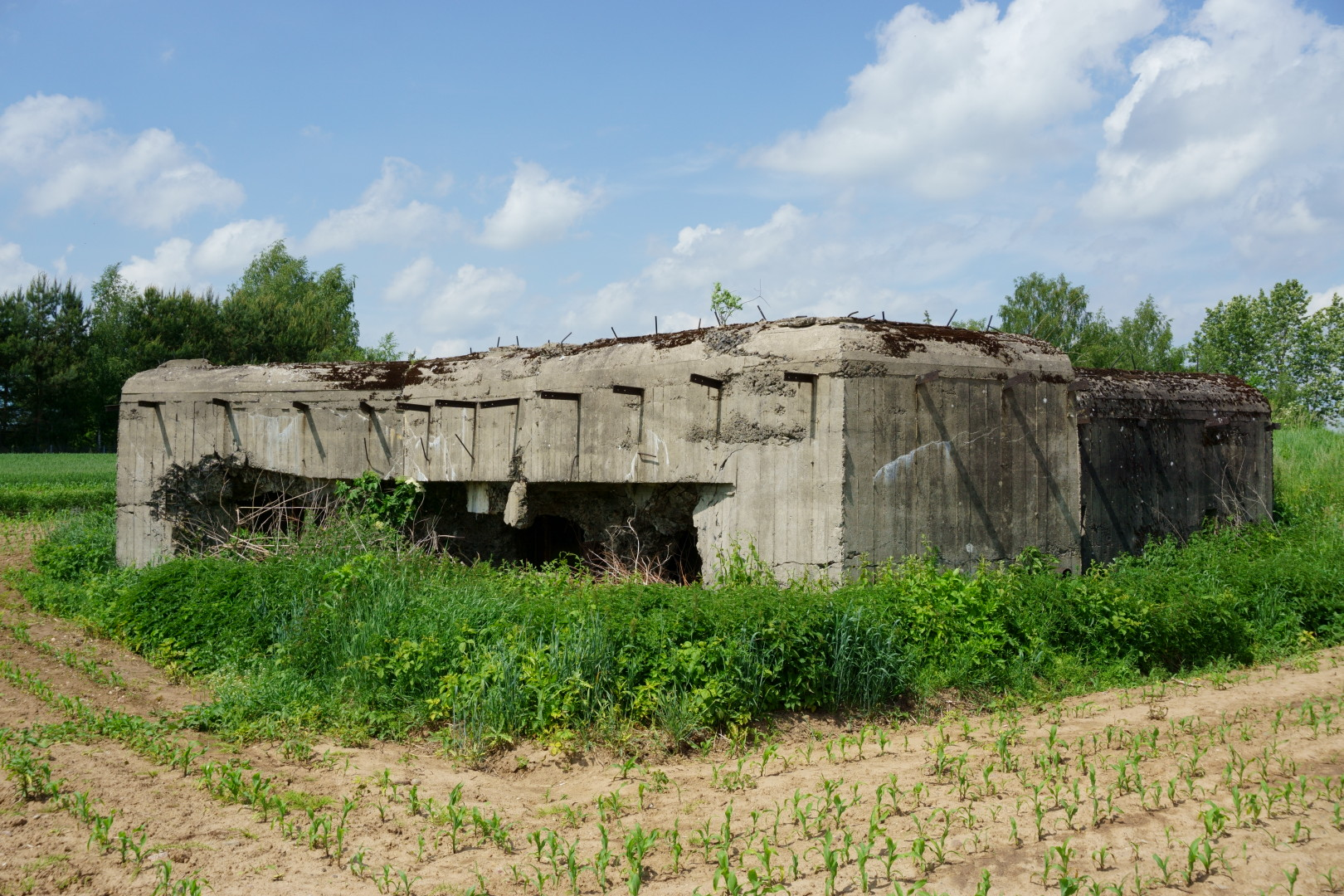
Dwupoziomowa półkaponiera dla armaty ppanc. oraz trzech CKM.